# Девід Стіл
Девід Мартін Скотт Стіл (англ. David Martin Scott Steel; нар. 31 березня 1938, Керколді, Шотландія) — британський політичний діяч. З 1976 по 1988 рік обіймав посаду голови Ліберальної партії. Також він був членом Палати лордів, а з 1999 по 2003 рік обіймав посаду спікера Шотландського парламенту.

## Життєпис
Його батько, також носив ім'я Девід Стіл, був служителем Шотландської церкви. Девід Стіл отримав свою освіту у Школі Принца Уельського, а також у коледжі Джорджа Вашингтона у Единбурзі. Ще під час навчання у коледжі Девід Стіл став головою університетського ліберального клубу. У 1964 році, у віці 25 років він став членом парламенту. Будучи членом парламенту, Девід Стіл голосував за прийняття у 1967 році закону про легалізацію абортів у Великій Британії.
У 1976 році Девід Стілл обійняв посаду голови Ліберальної партії. На парламентських виборах 1983 року, керована ним Ліберальна партія разом з Соціал-демократичною партією, виступила у складі ліберально-соціал-демократичного альянсу. У 1988 році за пропозицією Стіла Ліберальна партія об'єдналася з Соціал-демократичною партією у Партію ліберальних демократів. Девід Стіл був тимчасовим головою Партії ліберальних демократів, до тих пір поки не був обраний лідером партії Педді Ешдаун. У 1990 році Девід Стіл отримав спадкове дворянське звання і Орден Британської імперії. У 1994 році Девід Стіл прийняв пропозицію брати участь у виборах до Європейського парламенту. Хоча він не був обраний, виборча кампанія пройшла дуже успішно. У цьому ж році він став президентом Ліберального інтернаціоналу — міжнародної організації, що об'єднує ліберальні партії. У 1999 році Девід Стіл був обраний спікером парламенту Шотландії.